# Dykkerklokke
En dykkerklokke er, i sin simpleste udformning en beholder med en åbning i bunden. I klokken vil luft være indespærret, når man sænker klokken ned i vand. Luften vil da have det samme tryk som vandet uden for klokken.

## Historisk
Dykkerklokken blev første gang beskrevet af Aristoteles i det 4. århundrede f.Kr.:"...they enable the divers to respire equally well by letting down a cauldron, for this does not fill with water, but retains the air, for it is forced straight down into the water." I 1535 skabte og anvendte Guglielmo de Lorena hvad der i dag anses for at være en moderne dykkerklokke.
De tidligste anvendelser var sandsynligvis kommercielle til svampe-fiskning. En dykkerklokke blev anvendt under bjergningen af de fleste af de værdifulde kanoner fra det svenske krigsskib Regalskeppet Vasa et stykke tid efter det sank i 1628.
I 1690 færdiggjorde Edmund Halley planer til en dykkerklokke, som var i stand til længere tids neddykning og som var udstyret med et vindue/koøje med formålet af foretage undervandsundersøgelser. I Halleys dykkerklokke blev luften løbende udskiftet med luft fra tønder med "dykkerbælter" sendt fra vandoverfladen.

## Princippet bag dykkerklokken
Det grundlæggende princip, som såvel de gamle traditionelle dykkerklokker og de mere moderne dykkerklokker anvender er at vandtrykket bliver brugt til at skabe et luftrum i en lukket klokke og at vandets tryk overføres på luftens tryk:
Dykkerklokken til venstre er fri af vandet (typisk vil den stå på et skib). Her er lufttrykket inden i klokken det samme som det omgivende lufttryk (normalt omkring 1 atm.). Klokken i midten står med bunden lige i vandoverfladen. Lufttrykket inden i klokken er stort set som det omgivende lufttryk, da vandfladen inden i klokken er på samme niveau, som vandoverfladen omkring klokken. Klokken længst til højre er derimod sænket 10 meter ned i vandet. Vandets tryk påvirker direkte luftens tryk (de er ens) og da vandtrykket her er 2 atm. og med baggrund i boyles lov (der afledt siger at {\displaystyle P_{1}V_{1}=P_{2}V_{2}}) vil luftens volumen være halveret. Grunden til at dette kan lade sig gøre, er at alle øvrige sider af klokken er fuldstændigt lukkede. Blot en enkelt lille åbning vil gøre klokken begrænset anvendelig eller helt uanvendelig.

## Moderne dykkerklokker
Moderne dykkerklokker kan have mange forskellige udformninger, alt efter deres formål og den dybde de skal anvendes på. Dykkerklokker inddeles i dag i lukkede og halv-lukkede (også kaldet halv-åbne) samt åbne (også kaldet dykker-kurve).
En lukket dykkerklokke er lukket i hele dykkerens højde, hvorimod en en halv-lukket kun er lukket i den øverste del. Her bruges komprimeret luft til at udligne det øgede tryk og dermed holde vandets overflade ved det lukkede rums underkant.
En åben klokke, har faktisk slet ikke nogen klokkevirkning, men er blot en sænkbar platform.
Klokkerne er i næsten alle tilfælde ikke kun forsynet med en wire, til at hejse klokken op og ned med, men også en såkaldt umbilical (betyder egentlig en navlestreng), der grundlæggende indeholder overfladeforsynet luft, men også kan indeholde, trykmåler, kommunikation, billeder fra kameraer, strøm til lamper, hydrauliktryk til værktøj, varmt vand m.m.

### Lukket klokke
En lukket klokke har en luge i bunden og anvendes ved mætningsdyk, hvor dykkeren er under tryk i lange perioder (op til 4 uger). Klokken hejses op og tilsluttes en luftsluse, hvor dykkeren så opholder sig i en tryktank i de perioder, hvor denne ikke er i vandet. I bunden af klokken er en luge, der er lukket på alle andre tidspunkter end arbejdsdybden, der typisk er fra 75-180 meter. Selve klokken er forsynet med luft, kameraer, trykmåler, lys, udtag til hydraulik til værktøj, strømudtag til svejseværktøj, nødluft fra egenforsyning m.m.

### Halv-lukket klokke
En halv-lukket klokke er åben i bunden. Klokken anvendes ved dyk hvor dykkeren f.eks. har værktøj med eller er iført tung udrustning med overfladeforsyning. Den halv-lukkede klokke anvendes ved dyk fra 25-75 meter og er typisk udstyret med lys, trykmåler, nødluft og luftudtag til udligning af vandstand i klokken.

### Den åbne klokke
Den åbne klokke vil blot være en kurv, med luftudtag til dykkerne. Den har ingen egentlig klokkevirkning, men kan have lys og værktøjskurv, og evt. også nødluft til dykkerne.